# Grandmaster Caz
Grandmaster Caz, pseudonimo di Curtis Fisher (New York, 18 aprile 1960), è un rapper e disc jockey statunitense, del Bronx, membro del gruppo hip hop The Cold Crush Brothers.

## Biografia
Dopo aver visto in azione Kool DJ Herc in una festa nel Bronx durante il 1974, Fisher decide di diventare un DJ, reperendo tutto l'equipaggiamento necessario già il giorno dopo. Come "Grandmaster Caz" fece gruppo con il suo migliore amico, DJ Disco Wiz (Luis Cedeno), e successivamente con JDL (Jerry Dee Lewis) formando The Notorious Two. Caz iniziò ad unire rime al suo lavoro di DJing facendosi conoscere come il primo DJ specializzato in questo. Nel 1978 forma un gruppo chiamato Mighty Force con Whipper Whip (James Whipper) e Dot-A-Rock (Darryl Mason).
Nel 1979 DJ Charlie Chase (Carlos Mandes) dei The Cold Crush Brothers chiese a Caz di aiutarlo nelle audizione per la ricerca di un MC per il suo gruppo, in realtà si trattava solo di un trucco per convincere Caz a partecipare lui stesso al gruppo. JDL, Whipper Whip e Dot-A-Rock diventano anch'essi parte del gruppo, anche se successivamente Whipper Whip e Dot-A-Rock ne escono per formare i The Fantastic Five.
I Cold Crush Brothers iniziano a costruirsi ua reputazione nella scena hip hop newyorkese in grande espansione, anche e soprattutto per l'abilità nelle rime di Caz. In questo periodo, Sylvia Robinson, fondatrice della Sugar Hill Records, ebbe l'occasione di sentire il manager dei Cold Crush Brothers, Big Bank Hank (Henry Jackson) rappare in una cassetta di Grandmaster Caz mentre lavorava in una Pizzeria. La Robinson gli chiese di diventare il terzo membro di un gruppo che stava preparando il proprio debutto sulla scena, ovvero la Sugarhill Gang.  Hank accettò e, considerando che non era un vero e proprio MC, acquistò un libro di rime da Grandmaster Caz, che in cambio vuole la promessa che, in caso Hank sia scritturato dall'etichetta, dia una mano a lui stesso e alla Cold Crush per ottenere a loro volta un contratto.
Hank usa le liriche di Caz nel famoso brano Rapper's Delight, il primo singolo hip hop ad entrare nella top 40, oltre ad essere il primo caso in cui il termine rapper è usato per descrivere che rima sulla musica con un microfono, mentre all'epoca il termine che si prediligeva era di gran lunga "MC".
Nel 1982, i Cold Crush Brothers partecipano al film Wild Style e ne curano una parte della colonna sonora con Grandmaster Caz che esegue il motivo portante. Come leader dei Cold Crush Bros., Caz porta il gruppo verso nuove vette, elaborando uno stile e un suono che ispireranno successivamente artisti come KRS-One, Will Smith, Big Daddy Kane e Slick Rick.
Caz pubblica alcuni dischi come solista al termine degli anni 1980, e nel 2000 pubblica il brano "MC Delight"  in 2000 che dà la sua versione "diritta" dei controversi versi di "Rapper's Delight". Nel 2005 ha realizzato un disco 7" con Dj Signify featuring Waterbed Kev dei Fantastic Five per l'avvio dell'etichetta di New York GrandGood. Il suo ultimo lavoro è il singolo su 12": "Move the Crowd" prodotto dall'amico Torch aka DJ Haitian Star per 360º-Records/Roughtrade.
Nel 1998 Caz è stato inserito come n. 11 dalla rivista Blaze Magazine dei Top 50 MCs of all Time, in una intervista per NY's Video Explosion, Caz ha affermato:
Caz è stato inserito nella Technics DJ Hall of Fame nel 1999, invitato poi anche come performer alla Rock and Roll Hall of Fame e alla Museum's Hip Hop Conference nello stesso anno. Negli anni 1990 Caz ha partecipato a diversi lavori televisivi a tema hip hop solitamente interpretando sé stesso, partendo da Rapmania: The Roots of Hip hop del 1990 fino a Just For Kicks del 2005.

## Discografia

### Con Cold Crush Brothers
- 1996: Fresh, Wild, Fly & Bold

### Solista
- To All The Party People (12")  Tuff City
- Yvette (12")  Tuff City
- 1983: Wild Style Theme Rap 1 (12")  Chrysalis
- 1986: Count Basey (12")  Tuff City
- 1987: Casanova's Rap (12")  Tuff City
- 1987: Get Down Grandmaster / I'm Caz (12")  Tuff City
- 1989: You Need Stitches (12")  Tuff City
- 1992: The Grandest Of Them All (LP)  Tuff City
- 1998: Wild Style Theme Rap 1 / Wild Style Subway Rap (12")  Beyongolia
- 1999: DJ Parker Lee Presents: Grandmaster Caz (12")  Jazz Child Records
- 2000: MC Delight (Casanova's Revenge) (12")  Jazz Child Records
- 2003: Untitled (7")  Grandgood Records
- 2004: You Need Stitches: The Tuff City Sessions 1982-1988 (LP)  Ol' Skool Flava
- 2005: Move The Crowd / Scene Of The Rhyme (12")  360° Records